# SVT-38
 (avril 2020).
Si vous disposez d'ouvrages ou d'articles de référence ou si vous connaissez des sites web de qualité traitant du thème abordé ici, merci de compléter l'article en donnant les références utiles à sa vérifiabilité et en les liant à la section « Notes et références ».
Le fusil semi-automatique SVT-38 a été mis au point par Fiodor Tokarev et mis en service dans l'Armée rouge en 1938.  
Il est chambré pour la cartouche 7,62 × 54 mm R utilisée dans les Mosin-Nagant 1891 et 1891/30 et dans la mitrailleuse Maxim 1910. Plus de 1 600 000 de ces fusils ont été fabriqués jusqu'en 1945 ; ils ont été réformés vers 1955. 
Ce modèle peut être considéré comme l'ancêtre du fusil de précision Dragounov. Ce type de fusil remplace le fusil automatique AVS-36 jugé trop fragile et est employé en grand nombre durant la Seconde Guerre mondiale. 17 000 SVT-38 pris à l'ennemi ont été utilisés par la Finlande lors des guerres de la Guerre d'hiver de décembre 1939 à mars 1940.